# Locuitorul din Carcosa
„Locuitorul din Carcosa” („An Inhabitant of Carcosa” - corect, Un locuitor din Carcosa) este o povestire scrisă de Ambrose Bierce. A fost publicată pentru prima dată în Buletinul informativ din San Francisco (San Francisco Newsletter) din 25 decembrie 1886 și a fost retipărită ulterior ca parte a colecțiilor lui Bierce Tales of Soldiers and Civilians⁠(d) și Valea bântuită (titlu original Can Such Things Be?).
Narațiunea la persoana întâi se referă la un bărbat din orașul antic Carcosa care se trezește dintr-un somn provocat de o boală și se trezește pierdut într-o sălbăticie necunoscută.

## Rezumat
Un bărbat din orașul Carcosa, contemplând cuvintele filosofului Hali despre natura morții, rătăcește printr-o sălbăticie necunoscută. Nu știe cum a ajuns acolo, dar își amintește că era grav bolnav la pat. Își face griji că s-a rătăcit afară, într-o stare de nesimțire. Bărbatul se calmează în timp ce cercetează împrejurimile lui. El este conștient că este frig, deși nu simte exact frigul. El urmează un drum străvechi pavat și vede rămășițele dezasamblate ale pietrelor funerare și mormintelor. Întâlnește un râs, o bufniță și un om ciudat îmbrăcat în piei de animale, purtând o torță, care îl ignoră pe narator. Pentru prima dată, bărbatul devine conștient că trebuie să fie noapte, deși poate vedea clar ca ziua. Bărbatul stă lângă un copac ale cărui rădăcini ies dintr-un mormânt. Privind la piatra care a marcat cândva mormântul, el citește numele său, data nașterii și data morții sale. Apoi își dă seama că este mort și se află în mijlocul ruinelor „vechiului și faimosului oraș Carcosa”.
O notă de subsol de la sfârșitul povestirii spune: „Așa sunt faptele transmise mediumului Bayrolles de către spiritul lui Hoseib Alar Robardin”.

## Influențe
- Orașul Carcosa a fost ulterior împrumutat de Robert W. Chambers ca decor al piesei sale de teatru fictive, Regele în galben, și apare des în multe dintre povestirile din cartea cu același nume.
- Ca aluzie la Regele în galben, Carcosa a fost menționat în primul sezon al serialului TV True Detective.
- Imperiul african antic fictiv Khokarsa⁠(d), folosit de Philip José Farmer în romanele sale fantastice preistorice Hadon of Ancient Opar⁠(d), Flight to Opar⁠(d) și The Song of Kwasin (seria Khokarsa) a fost, de asemenea, inspirat din această poveste.
- Menționat ca descriere a relativității „ÎNAINTE de Einstein” în Trilogia Illuminatus⁠(d) de Robert Shea⁠(d) și Robert Anton Wilson.
- Povestirea „Locuitorul din Carcosa” a fost inclusă în antologia The Fantasy Hall of Fame (1983), compilată de Robert Silverberg și Martin H. Greenberg din povestirile alese de membrii World Fantasy Convention⁠(d) din 1981 și 1982.
- Carcosa a inspirat numele unei trupe deathcore cu patru piese din BC, Canada.
- Povestirea a fost o inspirație pentru clubul de jocuri „The Carcosa Club” din Brooklyn, New York.[4]